# 토르
토르(고대 노르드어: ᚦᚢᚱ; Þórr)는 노르드 신화의 에시르 중 망치를 든 남신으로, 천둥, 번개, 폭풍, 참나무, 체력, 인류의 보호, 정화, 치료, 생산성 등을 상징한다. 앵글로색슨어로는 투노르(Þunor), 고대고지독일어로는 도나르(þonar)라고 하였다.
토르는 로마의 게르마니아 정복 때부터 민족 대이동기를 거쳐, 스칸디나비아의 기독교화가 이루어지기 시작한 바이킹 시대에 이르기까지 게르만 민족들에게 널리 숭배받았다. 현대까지도 토르에 관한 지역 민속은 게르만 문화의 영향을 받은 지역에서 잔존하고있다. 토르의 이름은 여러 지명에 남아 있으며, 목요일을 의미하는 ‘Thursday’ 역시 Thor's day로 토르에 그 어원을 두고 있다.
아이슬란드 문헌에 잘 보존되어 있는 노르드 신화에서 토르에 관한 많은 이야기와 정보를 얻을 수 있다. 이 문헌들에서 토르는 적어도 열네 개의 이름을 가지고 있다. 금발의 여신 시프의 남편이며 여성 요툰 야른삭사가 애인이다. 또한 대개 눈매가 더러워 험악한 것으로 묘사되며, 머리카락과 수염은 붉은 색이라고 한다.
토르는 시프와의 사이에서 여신 (발키리라고도 함) 스루드를 낳았고, 야른삭사와의 사이에서 마그니를 낳았으며, 이름이 알려져 있지 않은 누군가와의 사이에서 모디를 낳았다. 그리고 그는 울르의 의붓아버지이다. 같은 문헌에서 토르는 오딘과 대지의 여신 표르긴의 아들이라고 하는데, 〈하르바르드 음률시〉를 비롯한 문헌에서는 오딘과 싸우는 모습이 보이기도 해서 다소 의문이 있다.
토르는 두 명의 하인 샬피와 로스크바를 거느리고, 두 마리 염소 탕그리스니르와 탕그뇨스트(잡아먹어도 재생된다)가 모는 전차에 타고 다니며, 세 채의 저택(빌스키르니르, 스루드헤임, 스루드방)을 소유하고 있다. 토르는 산도 부술 수 있는 망치 묠니르를 들고, 허리띠 메깅요르드를 차고, 무쇠 장갑 야릉그레이프를 꼈으며, 그리다르볼르라는 지팡이를 소유하고 있다. 토르가 그의 적들을 가차없이 때려죽인 이야기, 괴물 뱀 요르문간드와 싸운 이야기, 라그나로크에서 결국 동귀어진하게 되는 이야기 등이 신화로 전해지고 있다.

## 이름
고대 노르드어 토르(Þórr), 고대 영어 두노르(ðunor), 고대 고지독일어 도나르(Donar), 색슨어 투나르(thunar), 고대 프리지아어 투너르(thuner)는 모두 게르만어파의 같은 어원을 공유하며, 그 뿌리는 "천둥(thunder 썬더[*])을 의미하는 게르만 조어의 남성명사 순라즈(*þunraz)이다.
게르만의 신 토르의 이름은 목요일(Thursday)의 어원이 되었다. 로마 제국 시기 게르만인들은 로마식 번안을 역으로 수입하여 로마의 주 달력을 받아들이고 요일명의 로마 신들의 이름을 게르만 신들의 이름으로 바꿔 넣었다. 목요일을 의미하는 라틴어는 "유피테르의 날"이라는 뜻의 "디에스 이오위스(dies Iovis)"였는데, 이것이 게르만에 수입되어서는 "토르의 날"이라는 뜻의 "소나레스 다가즈(*Þonares dagaz)"가 된다. 그리고 이것이 근대 영어의 "서즈데이(Thursday) 및 게르만식 요일명사를 가진 언어들의 목요일의 어원이 된 것이다.
바이킹 시대 초엽 즈음에, "토르(Thórr)" 가 포함된 인명이 매우 빈번하게 나타나는데, 바이킹 시대 이전에는 그러한 사례가 기록된 바 없다. "토르" 가 들어가는 이름들은 바이킹 시대에 기독교가 노르드 사회에 침투하면서 이에 대한 반작용으로 유행하게 된 것으로 보인다. 비슷한 맥락에서 토르의 망치 모양 장신구가 바이킹 시대에 널리 유행했다.

## 출전

### 로마 시대

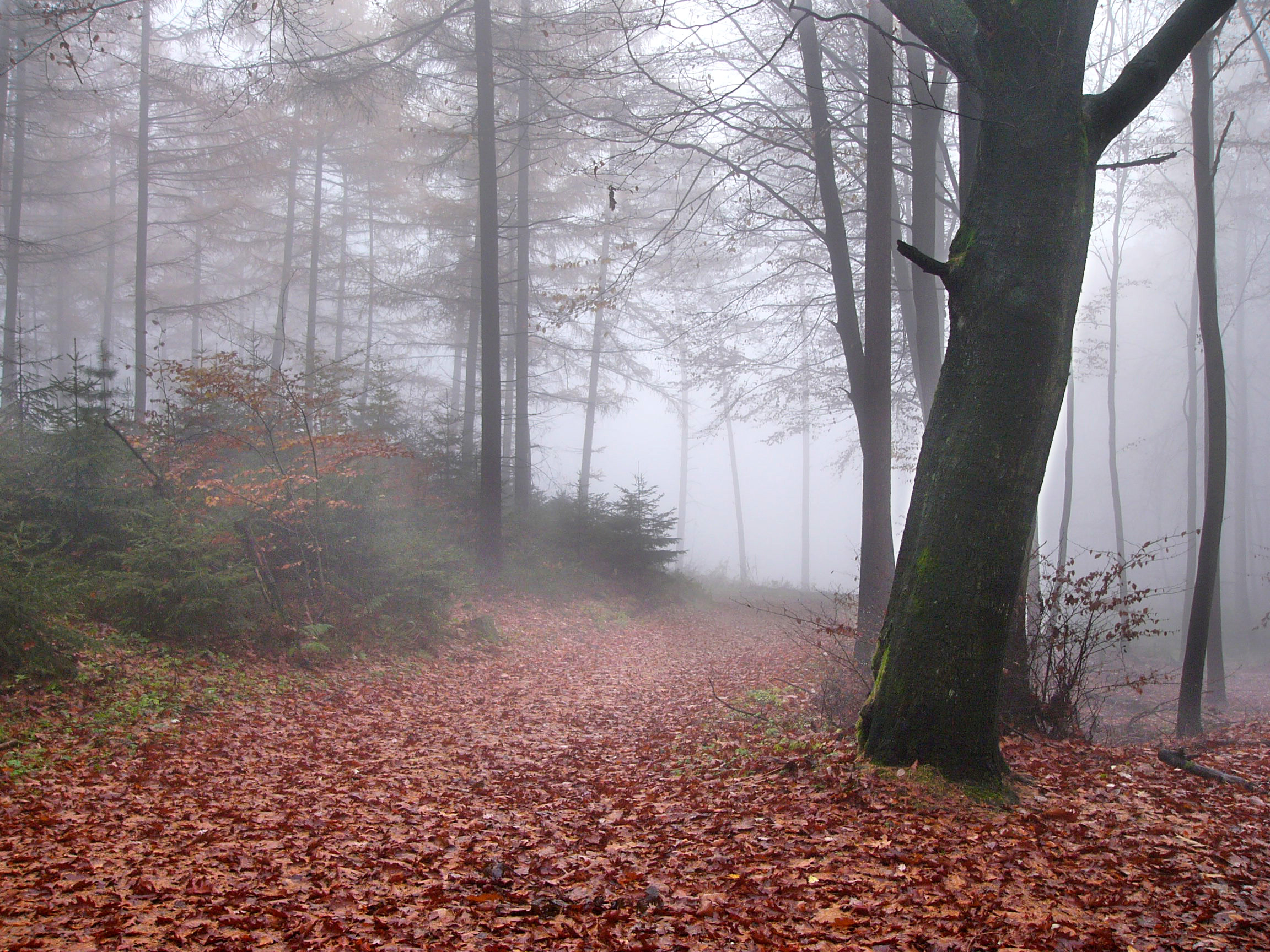
독일 북서부의 토이토부르크 숲.

게르만인들에 관한 최초의 기록은 로마인들이 남겼다. 로마인들의 기록에 보면 인테르프레타티오 로마나(다른 문화권의 신들을 그와 유사한 속성을 가진 로마 신들로 번안해서 기록하던 것)를 거친 토르에 관한 기록이 자주 등장한다. 로마인들에게 토르는 유피테르 또는 헤르쿨레스와 동일시되었다. 이러한 사례로서 가장 최초의 것들 중 하나는 타키투스의 《게르마니아》이다. 여기서 타키투스는 수에비(게르만의 연맹국가)의 종교에 관해서 이렇게 쓰고 있다.
“신들 중에 그들은 메르쿠리우스를 가장 중요하게 숭배한다. 그들은 정해진 날마다 인간이 포함된 여러 희생제물들을 그에게 바치는 것을 종교적 의무로 삼는다. 헤르쿨레스와 마르스에게는 정해진 종류의 짐승을 제물로 바친다”
그리고 수에비인들 중 일부는 “이시스”도 섬긴다고 적었다. 여기서 타키투스는 오딘을 “메르쿠리우스”와, 토르를 “헤르쿨레스”와, 티르를 “마르스”와 동일시하고 있다. 수에비의 이시스가 어느 신인지에 관해서는 아직 이견이 분분하다. 토르의 경우 헤르쿨레스와의 동일시는 토르의 망치와 헤르쿨레스의 몽둥이가 가지는 유사성에서 기인한 것으로 보인다. 또 타키투스는 《로마 편년사》에서 게르만인들의 “헤르쿨레스” 숭배를 언급하고 있다. 베저강(오늘날의 독일 북서부에 있다) 너머에 한 숲이 있는데 이 숲은 “헤르쿨레스”에게 바쳐진 것이라 한다.
로마 제국에 점령당한 게르만 지역에서, 기원후 2세기 ~ 3세기동안 발행된 주화 및 봉헌물들 중 “헤르쿨레스”라고 새겨진 것들이 존재한다. 이것들은 사실 유사성의 정도는 각각 다르겠지만 인테르프레타티오 로마나를 거친 토르를 가리킴일 것이다.

### 로마 이후 시대

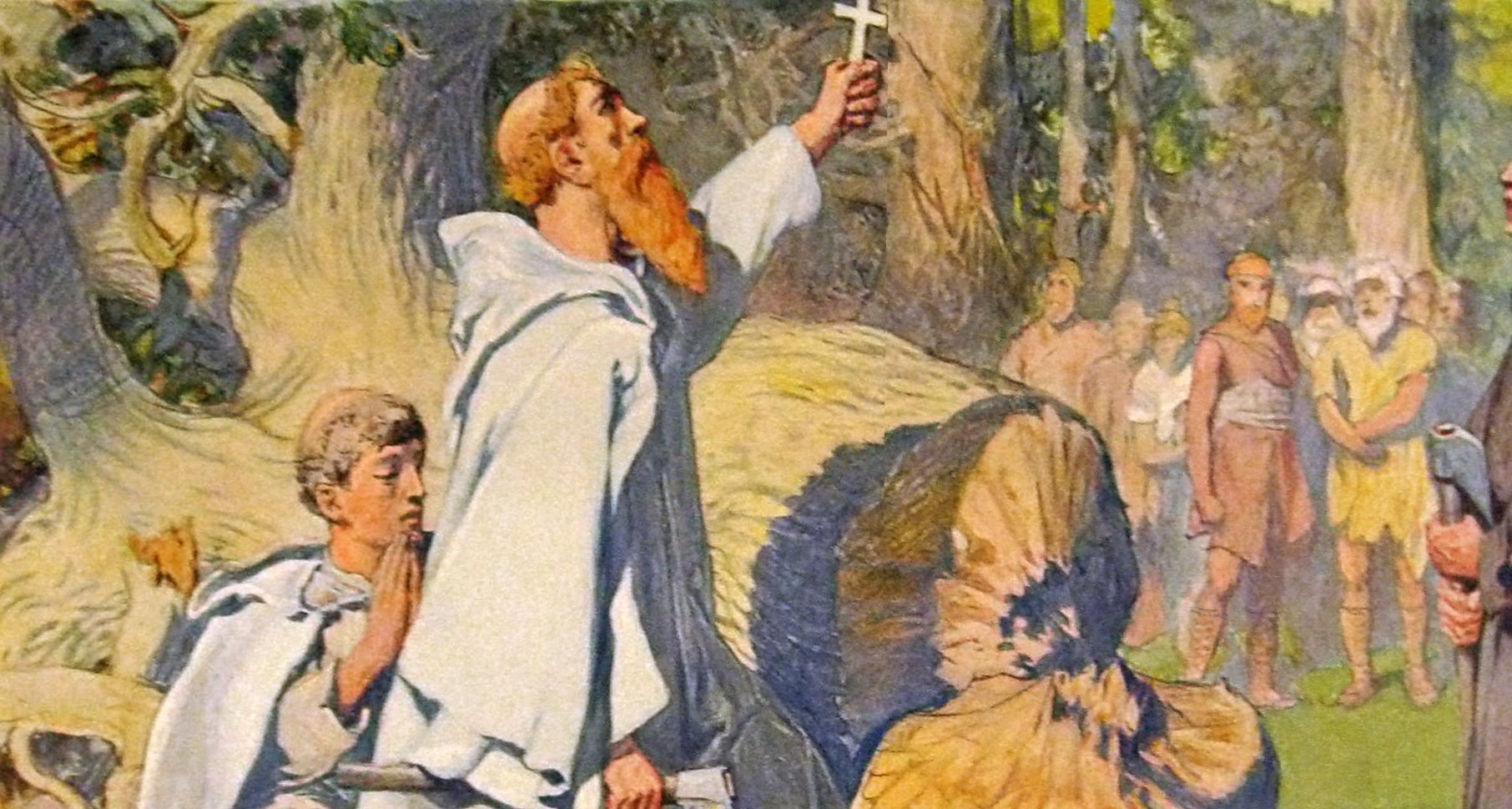
보니파시오가 토르의 신목을 베어넘긴 뒤 십자가를 들어올리고 있다. 에밀 되플러의 1905년 그림.

게르만 뇌신의 본래 이름이 기록상 처음 나타나는 것은 민족 대이동 시대이다. 바이에른에서 발견된 기원후 7세기의 피불라(노르덴도르프 피불라)에는 고대 룬 문자로 뭐라고 새겨져 있는데, 그 중 "도나르(Þonar)"라는 이름이 있다. 이것이 바로 남독일 지역에서 천둥신을 부른 이름이다.
거의 동시대 기록에 따르면, 8세기에 보니파시오가 "요베(Jove)"에게 바쳐진 참나무를 베어 쓰러뜨렸다. 이 나무는 헤센에 있었으며, 본래 도나르 참나무인 것이 인테르프레타티오 로마나를 거쳐 "요베"라고 기록된 것이다.
8세기 후반 고대 영어로 "투노르"(Þunor)라는 이름의 존재가 기록되는데, 이는 앵글로색슨에서 동일한 게르만 천둥신을 가리킨 이름으로 생각된다. 고대 영어 문헌에서 "유피테르"를 "투노르"라고 주석을 다는 경우가 있다. 《솔로몬과 사투르누스》에서는 천둥이 "사나운 도끼"와 같이 악마를 내리쳤다고 한다. 또 고대 영어 표현 "투노라드(þunnorad; thunder ride)"는 염소가 끄는 게르만 천둥신의 전차를 가리킨 것일 수도 있다.
기원후 9세기 독일 마인츠에서 작성된 코덱스 《색슨 세례의 서약》에는 고대 색슨의 신 세 명의 이름이 기록되어 있다. 우오덴(UUôden; "Wodan"), 색스노트, 투내르(Thunaer)가 그 셋이다. 세례서약은 그들을 악마로 규정하고 신앙을 포기하게 함으로써 게르만인들이 고대의 이교를 버리고 기독교로 개종하게 되는 과정을 나타내고 있다.
11세기경 물건인 《켄트 왕실의 전설》에는 켄트 국왕 에그베르트 1세의 악랄한 지방행정관의 이야기가 수록되어 있는데, 그 관리의 이름은 "투노르(Thunor)"이다. 투노르는 땅속으로 빨려들어가 죽었는데 그 이후 그곳을 "투노레스 흘래웨(þunores hlæwe; "투노르의 무덤")"라고 불렀다 한다. 가브리엘 터빌페트레는 이것을 "투노르"라는 이름이 원래 신의 이름이었다는 것을 잊어버린 켄트인들이 "투노르의 무덤"이라는 지명을 설명하기 위해 새로이 만들어낸 전설일 것이라고 생각한다.

### 바이킹 시대

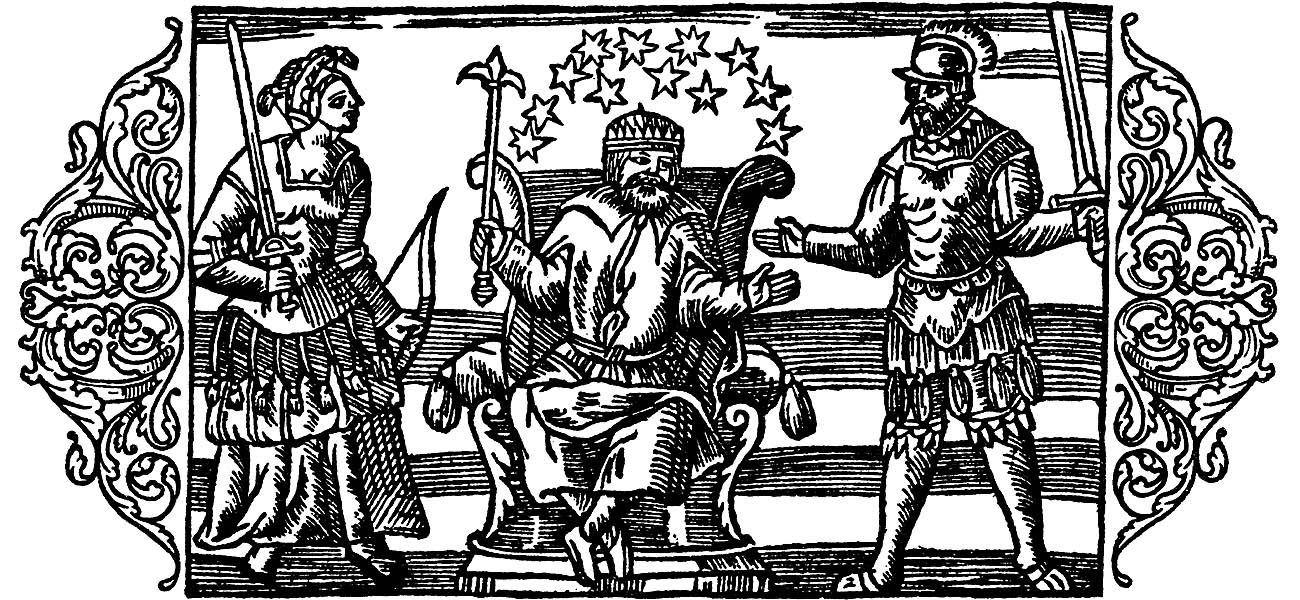
16세기 올라우스 마그누스가 묘사한 노르드의 신들. 왼쪽부터 프리그, 토르, 오딘.

11세기에 아담 폰 브레멘이라는 연대기작자는 저서 《함부르크 주교들의 사적》에서 웁살라 신전을 다음과 같이 묘사하고 있다. 신전은 스웨덴의 감라웁살라에 위치해 있으며, 신전 안 가운데에는 세 개의 옥좌가 있었다. 가운데 옥좌에 "가장 강력한" 토르의 우상이 있었고 양 옆으로 보덴과 "프리코(Fricco)"의 우상이 있었다. 아담은 “그들은 토르가 하늘을 지배한다고 생각한다. 그는 천둥과 번개, 바람과 폭풍, 화창한 날씨와 생산력을 다스린다."고 부연한다. 그리고 “철퇴를 든 토르는 유피테르와 닮았다.” 아담의 기록에 따르면 웁살라 사람들은 각각의 신들을 모시는 고디(신관)을 임명했으며 이 신관들은 희생제물을 바쳤다. 역병이 돌거나 기근이 닥치면 사람들은 토르에게 제물을 바쳤다. 같은 저서의 보다 앞 부분에는 1030년에 잉글랜드의 전도사 울프레드(Wulfred)가 토르를 모독하여 게르만 이교도들에게 린치를 당했다는 내용이 있다.
토르가 언급되는 룬이 포함된 11세기 물건은 두 점 있는데, 하나는 잉글랜드에, 다른 하나는 스웨덴에 있다. 잉글랜드의 것은 1073년경 앵글로색슨의 필사본 여백에 쓰여진 캔터베리 주문이라는 것이다. 이 주문을 외우면 토르가 요툰들을 쫓아내서 상처를 치료한다는 믿음이 있었다. 스웨덴의 것은 크빈네비 부적으로, 이것 역시 토르와 그의 망치의 가호를 받는다는 내용은 같다.

### 바이킹 이후 시대
노르웨이가 "공식적"으로 기독교화된 지 백 년도 더 지난 12세기에도 민중들 사이에서는 토르가 인구에 회자되었다. 이는 베르겐에서 발견된 브뤼겐 명문에 의해 증거된다. 글을 보면 오딘과 토르에게 모두 도움을 청하고 있는데, 토르에게는 읽는 이를 “받아주실” 것을, 오딘에게는 “소유하실” 것을 빌고 있다. 또한 12세기에 만들어진 올라프 2세의 기독교화된 도해 도상을 보면 토르의 영향을 찾아볼 수 있다. 올라프 2세는 대개 붉은 수염에 망치를 든 사람으로 그려지는데, 이는 두말할 것 없이 토르의 특징이다.

#### 고 에다

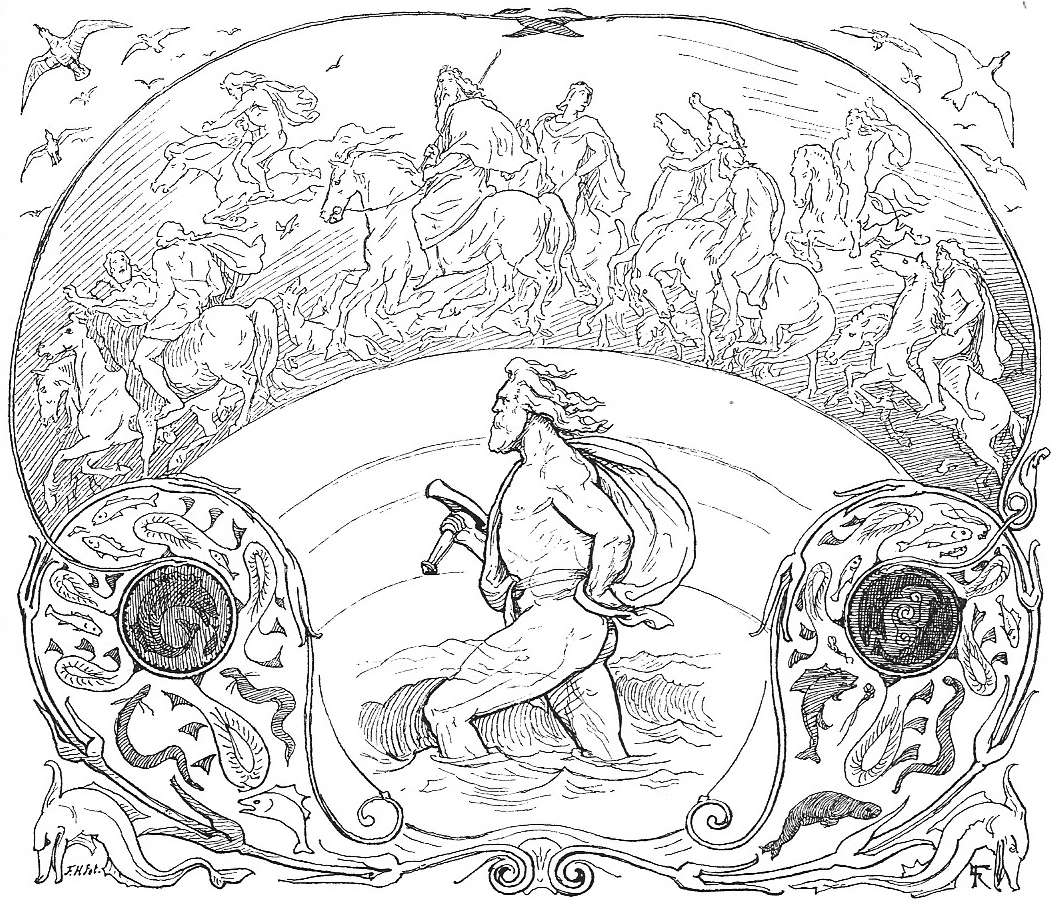
다른 에시르들이 비프로스트를 건너는 동안 토르는 그 아래 강을 첨벙이며 건너고 있다. 로렌츠 프뢸리히의 1895년 작품.

기독교 이전 시대까지 거슬러 올라가는 옛날 문헌들을 13세기에 모아 만든 《고 에다》에서 토르가 등장 또는 언급되는 서사시는 〈무녀의 예언〉, 〈그림니르가 말하기를〉, 〈스키르니르가 말하기를〉, 〈하르바르드 음률시〉, 〈휘미르의 서사시〉, 〈로키의 말다툼〉, 〈스륌의 서사시〉, 〈알비스가 말하기를〉, 〈휜들라의 시〉가 있다.
무녀의 예언

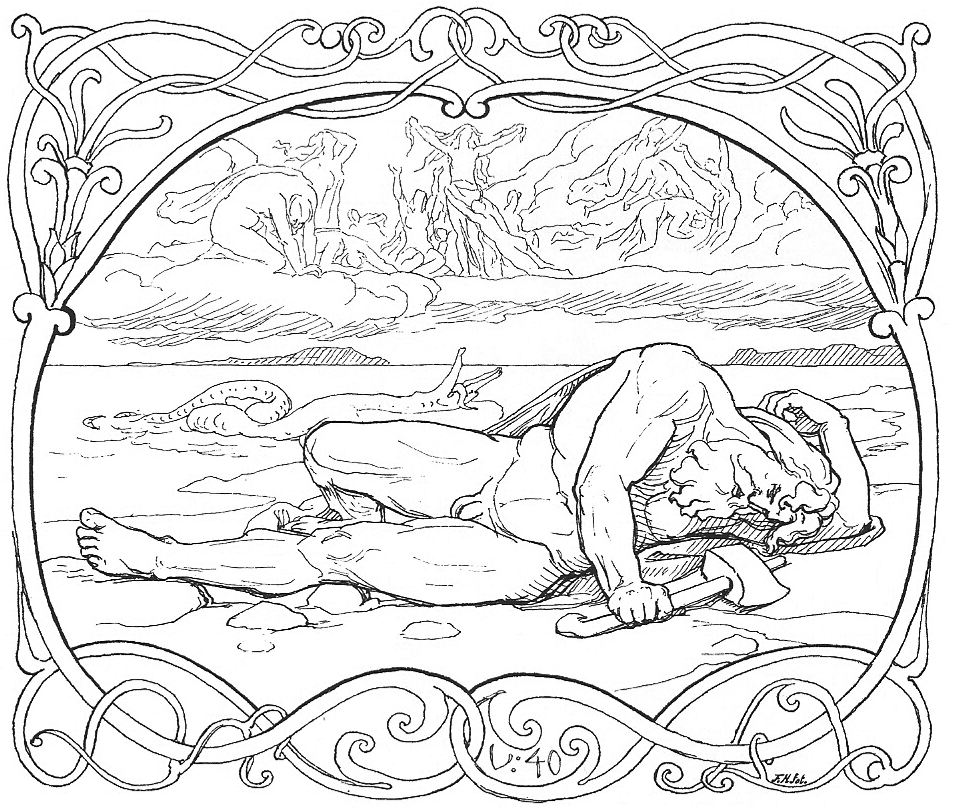
토르의 예언된 죽음. 로렌츠 프뢸리히의 1895년 작품.

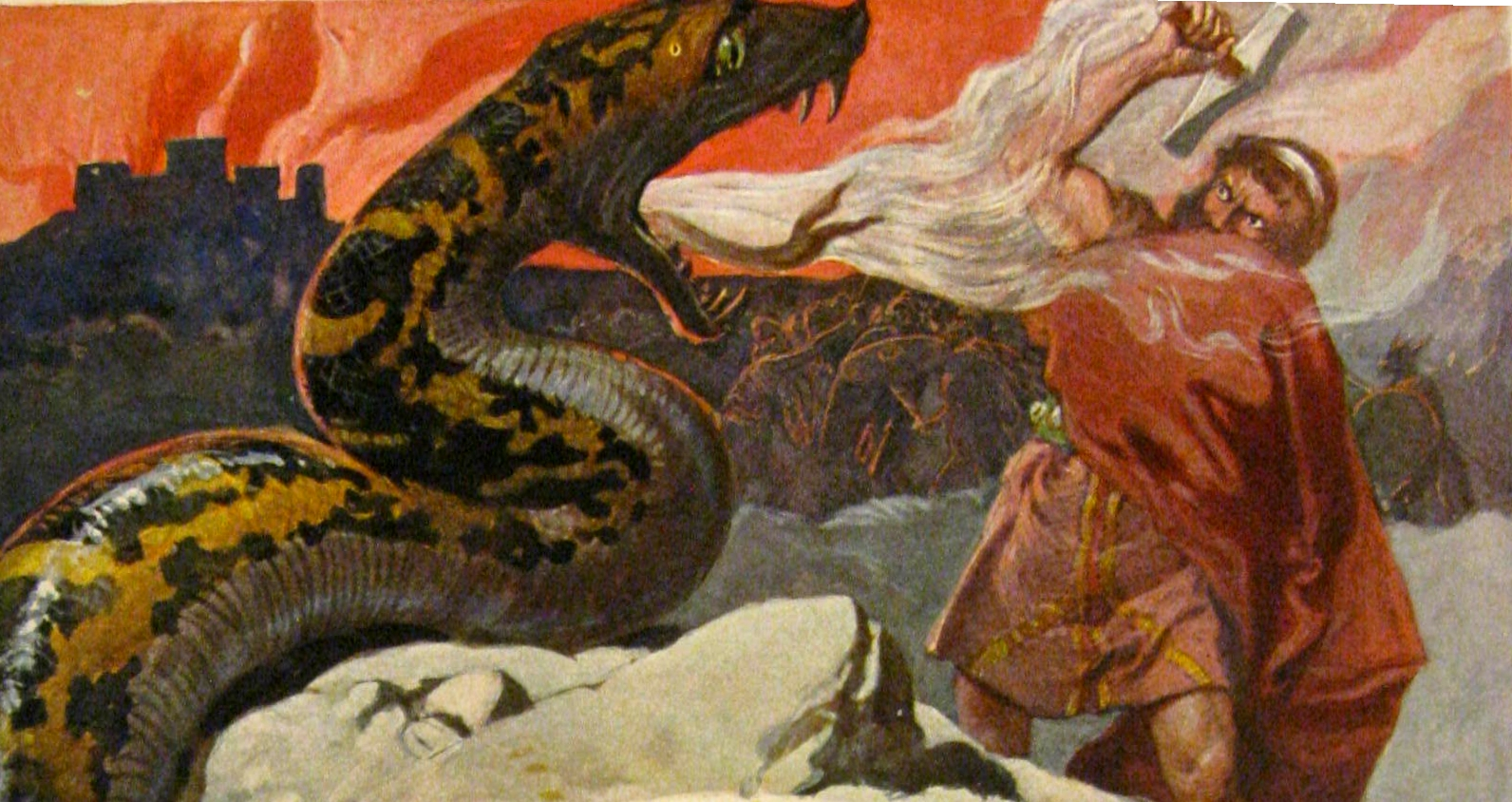
〈토르와 세계뱀〉 에밀 되플러의 1905년 작품.

〈무녀의 예언〉에서 변장한 오딘에게 소환된 죽은 볼바가 우주의 지난 역사를 말하고 앞으로 벌어질 일을 예언한다. 이 예언 중에 토르의 죽음도 있다. 예언에 의하면 토르는 말세의 대전쟁인 라그나로크에서 거대한 뱀과 싸우게 된다. 토르는 괴물 뱀을 쓰러뜨리지만, 뱀의 독을 이겨내지 못하고 아홉 걸음을 걸은 뒤 죽게 된다.
| 벤저민 소프의 번역: 그리고 흘로뒨의 강대한 아들이 온다. (오딘의 아들은 괴물과 싸우기 위해 간다); 중간계의 베오르는 격렬한 분노로 뱀을 쓰러뜨릴 것이다. 두려운 적이 없는 표르귄의 아들은 아홉 걸음을 걷고 뱀에게 쓰러진다. 모든 사내들은 자기 집을 저버릴 것이다. | 헨리 애덤스 벨로우스의 번역: 여기로 저기로 흘로뒨의 아들이 와서, 빛나는 뱀이 입을 딱 벌리고 하늘로 머리를 쳐든다 . . . . . . . . 뱀과 맞설 이는 오딘의 아들이다. 분노에 찬 대지의 수호자는 적을 쳐부순다— 모든 사람들이 자기 집을 버리고 도망간다;— 표르귄의 아들의 운명은 아홉 걸음 후에 뱀에게 쓰러지는 것이니, 두려움을 모르는 그가 침몰한다. |  |

그 뒤에 볼바는 하늘이 검게 변하고, 불이 온 세상을 휩싸며, 별들이 사라지고, 하늘을 배경으로 불꽃이 춤을 추며, 증기가 솟고, 세상이 물로 잠긴 뒤, 녹음이 무성하고 비옥한 새 세상이 다시 물 위로 떠오를 것이라고 말한다.
그림니르가 말하기를
〈그림니르가 말하기를〉에서, "그림니르"라는 가명을 쓰고 변장한 오딘이 자기를 알아보지 못한 양아들 게이로트 왕에게 고문을 당한다. 아무 것도 먹지도 마시지도 못한 상태의 오딘은 게이로트의 아들 아그나르에게 게르만의 우주론을 설명한다. 이에 따르면 토르는 스루드헤임이라는 곳에 살면서, 매일 낮이면 코름트와 오름트 강과 두 줄기 케를라우가 강을 첨벙거리며 건넌다. 강을 건넌 토르는 거대한 세계수 위그드라실 위에 재판관의 자리에 앉는다.
스키르니르가 말하기를
〈스키르니르가 말하기를〉에서, 프레이가 아름다운 게르드에게 반했는데, 구혼을 위해 게르드를 찾아간 프레이의 하인 스키르니르가 자기 주인과 결혼하라고 그녀를 협박한다. 갖은 협박과 저주의 말 중에 토르와 프레이와 오딘이 그녀에게 노할 것이며, 그들의 진노를 감당해야 할 것이라는 말이 있다.
하르바르드 음률시
〈하르바르드 음률시〉에서 토르는 주인공으로 등장한다. 동쪽에서의 여행을 마친 뒤 토르는 어느 좁은 물줄기에서 자신을 하르바르드라고 소개하는 뱃사공(사실 변장한 오딘이다)을 만난다. 토르는 뱃사공을 불러 자기를 태워달라고 말한다. 뱃사공은 물 위에서 무례하고 불쾌하게 소리쳐 대답하더니 토르를 태워주기를 거부한다. 토르는 처음에는 아무 말도 않고 참았지만 하르바르드의 악담은 점점 더 심해져서, 결국 토르와 하르바르드 사이에 말다툼 대결이 벌어진다. 그 과정에서 토르가 "동방"에서 많은 요트나르를 죽였음과 흘레세위(Hlesey; 오늘날의 덴마크 레쇠섬)에서 여자 광전사들을 죽였다는 것이 밝혀진다. 시 끝부분에 가면 토르는 결국 때려치우고 걸어서 강을 건너기로 한다.
휘미르의 서사시

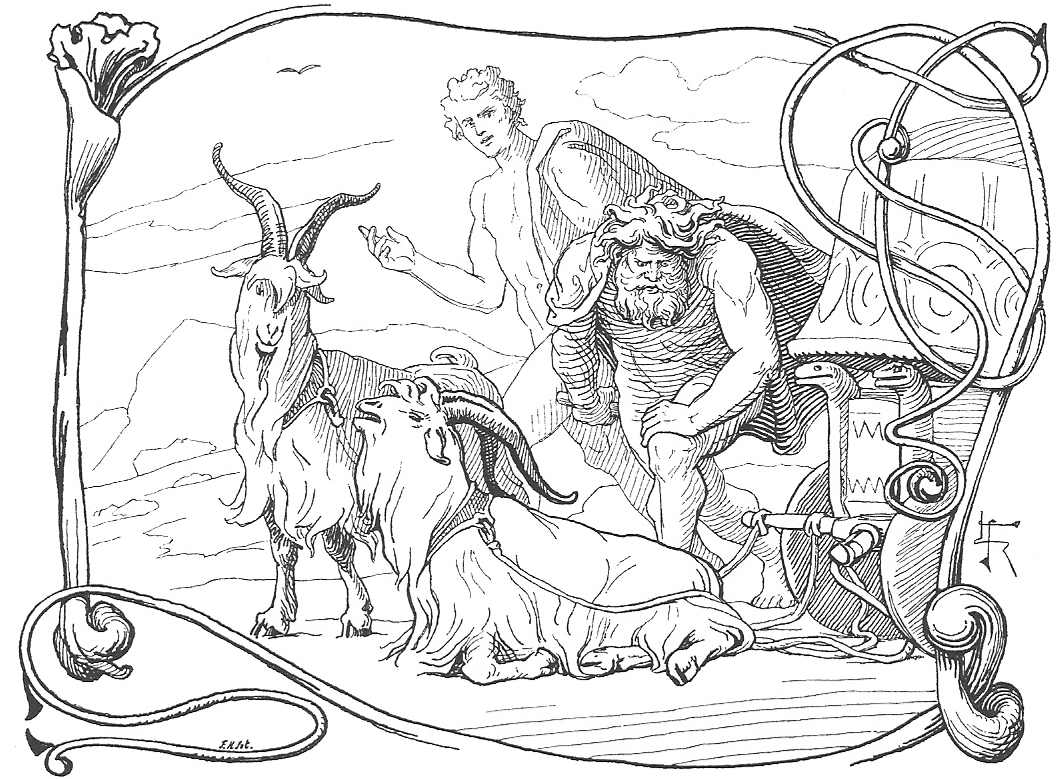
자기 염소 두 마리 중 한 마리가 절름발이가 된 것을 발견한 토르. 뒤에 서 있는 것은 튀르이다. 로렌츠 프뢸리히의 1895년 작품.

토르는 〈휘미르의 서사시〉에서도 주인공으로 등장한다. 신들이 사냥을 하고 사냥한 것들을 잡아먹고 있는데 목이 말라 술을 마시고 싶어졌다. 그들은 산가지를 흔들어 점괘를 뽑았고, 에기르의 집에 가서 술을 먹기로 했다. 토르가 먼저 에기르의 집에 도착하자 에기르는 친절하게 그를 환영한다. 토르는 에기르의 두 눈을 똑바로 바라보면서 다른 신들도 올 터이니 연회를 준비해야 할 것이라고 말한다. 황당해진 에기르는 토르에게 그럼 맥주를 빚을 적절한 솥을 먼저 구해오라고 말한다. 신들은 여기저기 찾아봤지만 아무 데서도 솥을 찾을 수 없었다. 그때 튀르가 토르에게 방법이 있다고 말한다. 엘리바가르 동쪽에 휘미르가 사는데, 휘미르에게 크고 우묵한 솥이 있다는 것이었다.
그래서 토르는 염소들을 농부 에길의 집에 맡겨두고 튀르와 함께 모든 신들이 다 먹을 만큼의 맥주를 빚을 수 있는 큰 솥을 찾기 위해 휘미르의 저택으로 향한다. 도착한 튀르는 머리가 구백 개 달린 자기 할머니와 금으로 된 옷을 입은 자기 어머니를 만난다. 튀르의 어머니가 나팔을 불면서 둘을 환영한다. 잠시 뒤 추운 바깥에 있던 휘미르가 집에 돌아오는데, 휘미르는 토르를 보자 심사가 언짢아졌다. 튀르의 어머니의 도움으로 둘은 적당한 솥을 찾는다. 토르는 소 두 마리를 통째로 먹고 잔다. 아침이 되자 토르는 휘미르에게 저녁 때 낚시를 갈 생각인데, 먹을 것을 많이 잡아 올 테니 미끼를 달라고 말한다. 휘미르는 자기 목장에 가면 적당한 미끼를 얻을 수 있을 것이라고 말한다. 이에 토르는 목장으로 가서 휘미르의 소 중 가장 좋은 소의 머리를 뜯어낸다.
그 직후의 장면은 필사본이 누락되어서 알 수 없다. 누락된 부분 다음 내용은 토르와 휘미르가 바다 위의 배 안에 함께 타고 있는 장면에서 시작한다. 휘미르는 한 번에 고래 몇 마리를 낚아올린다. 토르는 좀전에 잡아뜯은 소 머리를 낚시줄 끝에 미끼로 매단다. 토르가 낚시줄을 던지자 괴물 뱀 요르문간드가 미끼를 문다. 토르는 뱀을 배 위까지 끌어올리고 맹렬하게 망치로 뱀의 머리를 두들긴다. 요르문간드는 고통으로 악소리를 지르고, 바다 속에서 요동치는 소음이 들려온다. 그리고 다시 한 번 더 필사본이 누락된다.
두 번째 누락 부분 다음 내용은 휘미르가 배 안에 타고 있는 장면에서 시작한다. 짜증이 난 휘미르는 한 마디도 하지 않고 입을 다물고 있고, 둘은 배를 돌려 해안으로 돌아간다. 뭍에 오르자 휘미르는 토르에게 고래를 옮기는 것을 도우라고 한다. 토르는 배와 보트를 한꺼번에 번쩍 들고 휘미르의 농장 뒤켠에 갖다 놓는다. 튀르의 어머니가 충고한 대로 토르가 휘미르의 머리통에 수정 잔을 집어던져 박살내고 솥을 건네받는다. 튀르는 솥을 들 수 없었지만, 토르는 솥을 굴려서 가져간다. 튀르와 토르가 떠나는 길에 휘미르가 이끄는 머리 여럿 달린 존재들이 둘을 공격하지만 토르의 망치에 죽임을 당한다. 염소 두 마리 중 한 마리가 절름발이가 되었지만 두 신은 솥을 가져오는 데 성공했고, 에기르는 많은 양의 맥주를 빚을 수 있었다. 그래서 그 뒤로 신들은 매년 겨울이 되면 에기르의 저택으로 가서 연회를 열었다.
로키의 말다툼

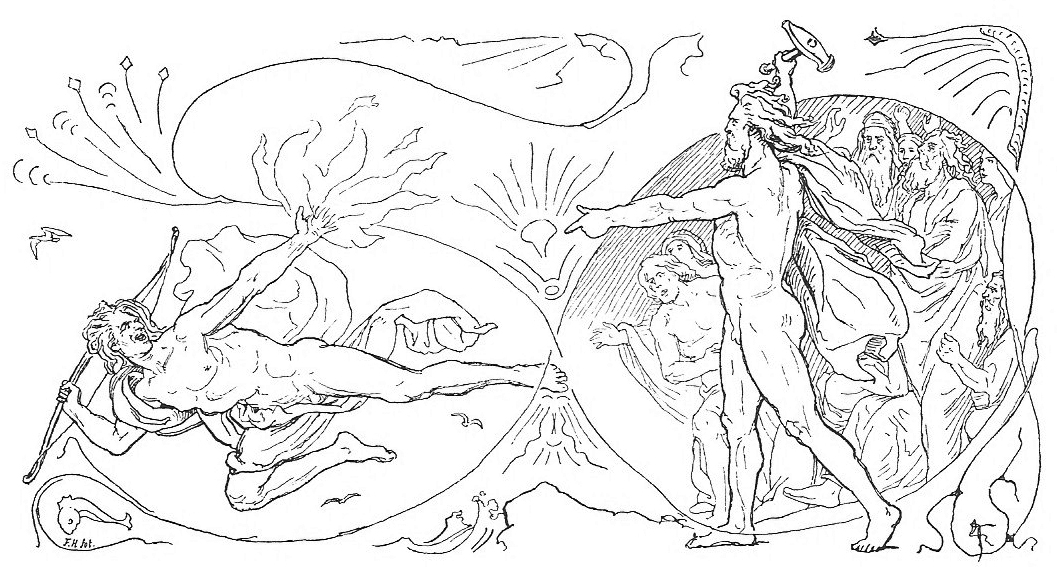
에기르의 저택을 떠나는 로키에게 토르가 망치를 휘두르고 있다. 로렌츠 프뢸리히의 1895년 작품.

〈로키의 말다툼〉에서 로키가 에기르의 저택에 모인 신들을 모두 모욕한다. 사건이 벌어지던 당시 토르는 이유는 알 수 없지만 동쪽에 가 있었기 때문에 그 자리에 없었다. 서사시가 끝날 무렵 로키는 토르의 아내 시프에게 모욕의 화살을 돌려 그녀가 자기와 잔 적이 있다고 말한다, 프레이의 하인 베윌라가 끼어들어서 모든 산맥들이 흔들리는 것을 보니 토르가 돌아오는 것 같다고 말한다. 베윌라는 토르가 오면 로키가 벌인 말다툼을 끝내고 평화를 가져올 것이라고 덧붙인다.
토르가 도착해서 로키에게 닥치라고 말한다. 닥치지 않으면 망치로 로키의 머리를 몸에서 분리시키겠노라 위협한다. 로키는 토르에게 왜 그렇게 화가 났냐고 물으면서, 토르는 대담성이 부족해서 "늑대(펜리르)"가 오딘을 잡아먹을 때 늑대와 싸우지 못할 것이라 말한다. 토르는 다시 한 번 로키에게 닥치라면서, 닥치지 않으면 그를 하늘 위로 집어던져 다시 돌아오지 못하게 만들 것이라고 위협한다. 로키는 토르에게 동쪽에서 뭘 했는지 떠벌리지 말라면서, 토르가 한때 장갑의 엄지손가락 안에서 공포에 웅크렸다고 말한다(우트가르다로키 이야기를 가리킨다). 그러면서 로키는 그때 일을 “정말 토르답지 않았다”고 평한다. 토르는 다시 한 번 로키에게 닥치라면서, 닥치지 않으면 로키의 모든 뼈를 부러뜨리겠다고 위협한다. 로키는 아직 자기가 살 날은 좀더 남아 있다고 대답한 뒤, 토르가 우트가르다로키와 조우했을 때를 들먹이며 또 토르를 모욕한다. 토르는 네 번째로 닥치라고 말하고, 닥치지 않으면 로키를 헬로 보내 버릴 것이라고 위협한다. 토르의 마지막 위협을 들은 로키는 항복하고, 자기가 저택에서 나가는 것은 오로지 토르 때문이지 다른 신들 때문이 아니라고 말한다.
스륌의 서사시

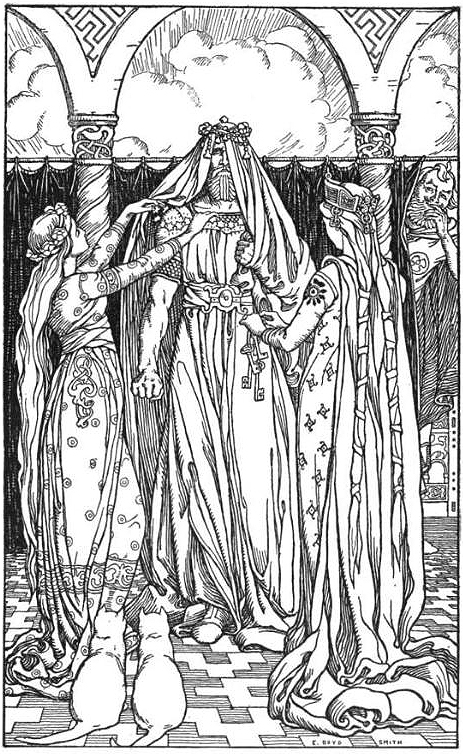
〈아, 얼마나 아름다운 아가씨인가!〉 엘머 보이드 스미스의 1902년 작품. 토르가 마지못해 프레이야에게 여장을 받고 있다.

희극적인 서사시인 〈스륌의 서사시〉에서 토르는 다시 주인공으로 등장한다. 토르가 어느 날 일어나 봤더니 강력한 망치 묠니르가 사라져 있었다. 토르는 로키를 찾아가서 아직 아무도 망치가 도둑맞은 줄 모른다고 말한다. 둘이는 묠니르를 찾기 위해 프레이야의 거처로 찾아간다. 토르는 프레이야에게 날개옷을 빌려달라고 요청한다. 프레이야는 그 옷이 은이나 금으로 만들어져 있더라도 토르에게는 빌려줄 것이라며 날개옷을 내준다. 날개옷을 걸친 로키가 휘파람 소리를 내며 날아간다.
한편 요툰헤임에서는 요툰 스륌이 한 봉분 위에 앉아 금으로 자기 개들에게 채울 개목걸이를 땋고 말들의 갈기를 빗어내고 있었다. 스륌은 로키를 발견하고 에시르와 알파에게 무슨 변고가 있냐고 묻는다. 왜 로키가 요툰헤임에 혼자 왔을까? 로키는 알파와 에시르에게 모두 좋지 않은 소식이 있으니, 토르의 망치 묠니르가 사라졌다고 말한다. 스륌은 자기가 묠니르를 땅 속 8 리그(1리그 = 3마일)에 파묻어 숨겼으며, 묠니르를 되찾고 싶거들랑 프레이야를 자기 마누라로 내놓으라고 한다. 로키는 다시 날개옷의 휘파람 소리를 내면서 요툰헤임을 떠나 신들의 궁전으로 돌아갔다.
토르는 로키에게 수고한 만큼의 성과가 있었냐고 묻는다. 로키는 아직 날개옷으로 공중에 떠 있는 채로 대답하길, 당연히 자기는 수고했으며 또 당연히 성과가 있었다고 말한다. 로키는 스륌이 망치를 가져갔음을 알아냈고, 프레이야를 스륌에게 아내로 내주면 망치를 돌려받을 수 있다고 말한다. 둘이는 프레이야에게 가서 자기들이 프레이야를 요툰헤임까지 모셔 갈테니 결혼 드레스를 좀 입으라고 청한다. 프레이야는 길길이 날뛰었고, 궁전의 모든 신들이 그녀의 분노에 떨었다. 프레이야가 어찌나 화를 냈는지 그 유명한 목걸이 브리싱가멘이 풀려 떨어질 정도였다. 프레이야는 날카롭게 거절한다.
그래서 여러 신들은 이 문제를 해결하기 위한 회의를 연다. 헤임달이 나서서 제안하기를, 토르에게 무릎 아래까지 내려오는 여자 옷을 입히고 보석으로 치장한 뒤 신부의 머리쓰개를 씌우고 브리싱가멘을 목에 걸어서 프레이야 대신 보내자고 제안한다. 토르는 싫다고 거절하지만, 로키는 묠니르를 찾아올 방법은 그것 뿐이라며, 묠니르가 없으면 요트나르가 언제든지 아스가르드로 쳐들어올 수 있다는 점을 상기시킨다. 신들은 싫어하는 토르를 억지로 여장시키고, 로키도 여자로 변신해 시녀 노릇을 하며 토르를 따라가기로 한다.
토르와 로키는 염소가 끄는 전차를 타고 요툰헤임에 도착한다. 스륌은 자기 저택 안에 있는 모든 요트나르에게 프레이야가 자기 신부로 왔으니 긴의자 위에 짚을 깔라고 시킨다. 스륌은 자기가 모은 보물들과 짐승들을 꼽아 보면서, 자신이 갖지 못한 것은 프레이야 뿐이라고 말한다.
초저녁이 되자 여장한 토르와 로키가 스륌과 하객으로 온 여러 요트나르를 만난다. 토르는 맹렬하게 먹고 마셔서 스륌의 짐승들을 몽땅 잡아먹고 봉밀주 세 통을 모두 비운다. 스륌은 이것이 자기가 생각하던 프레이야의 모습과 다르다고 생각한다. 그러자 스륌의 앞에 앉은 로키가 “빈틈없는 아가씨”처럼 말하길, "프레이야"가 너무나도 여기 오고 싶어해서 아무 것도 먹지 않은 채 8일 밤낮을 달려와서 그렇다고 둘러댄다. 그러자 스륌은 "프레이야"에게 키스하려고 면사포를 들어올린다. 그런데 불처럼 타오르는 무시무시한 두 눈이 살기를 띄고 있자 식겁한다. 로키는 "프레이야"가 너무나도 여기 오고 싶어서 8일 밤낮 동안 잠을 한 숨도 못 자서 그렇다고 둘러댄다.
요트나르의 “비열한 자매님”이 와서 "프레이야"에게 줄 결혼선물을 가져오라 한다. 요트나르가 묠니르를 가져와서는 신부를 축복하기 위해 "그녀"의 무릎 위에 올려놓는다. 그리고 “바르 여신의 손으로” 둘은 결혼하였다고 말한다. 토르는 웃음을 터뜨리고 자기 망치를 집어들었다. 그리고 스륌을 쳐죽인 뒤 저택에 모인 모든 요트나르와 요트나르의 “대자매님”까지 모두 죽이고 자기 집으로 돌아갔다.
알비스가 말하기를

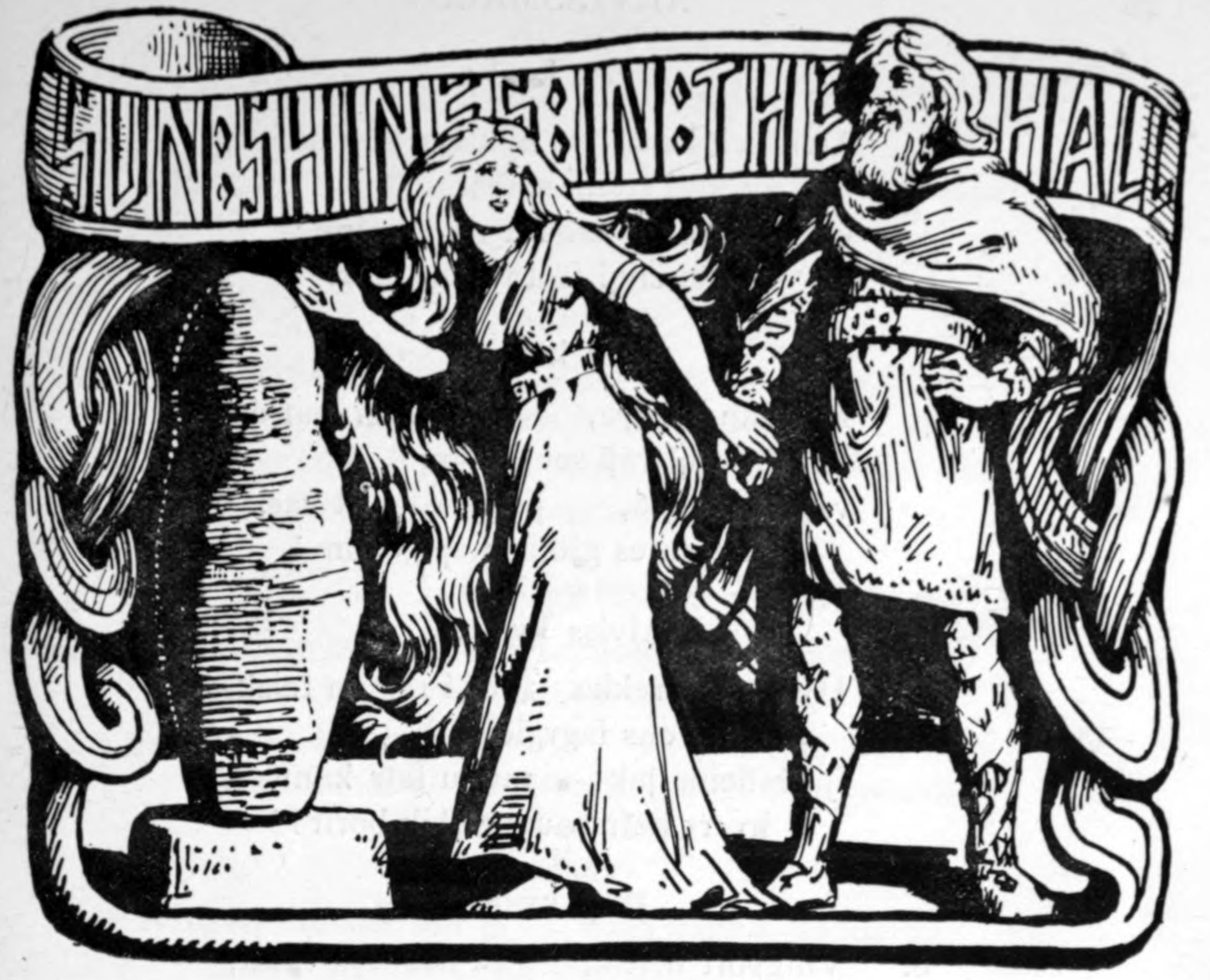
알비스가 돌이 되어버리자 토르 부녀가 손뼉을 마주치며 기뻐하고 있다. W.G. 콜링우드의 1906년 작품.

〈알비스가 말하기를〉에서 토르는 자기 토르의 딸(이름은 언급되지 않지만 아마 스루드를 가리키는 것)과 결혼하겠다는 드베르그 알비스를 속여넘긴다. 서사시가 시작되면 토르는 결혼에 대해 이야기하는 드베르그를 만난다. 토르는 이 드베르그에게 역겨움을 느끼고, 알비스가 말하는 결혼 상대가 바로 자기 딸이라는 것을 알게 된다. 토르는 자기가 없을 때 다른 신들끼리 정한 결혼 약속은 무효라면서, 결혼을 하고 싶다면 자기가 묻는 말에 모두 대답하라고 한다. 토르는 알비스가 지금까지 방문했던 세계들에 관하여 자기가 알고 싶어하는 것을 말하라고 한다. 길고 긴 질문과 답변이 반복되고, 알비스는 모두 정확히 대답한다. 알비스는 여러 세계들의 자연 풍광과, 그 세계에 사는 여러 종족들의 서로 다른 언어를 읊으며 우주론에 관해서도 많은 이야기를 한다.
그러나 이 질문과 답변은 토르의 계책이었음이 드러난다. 질문과 답변을 주고받는 동안 시간이 계속 흘러 해가 떠 버렸고, 드베르그인 알비스는 저택 안으로 비쳐 들어온 햇빛을 받고 돌이 되어 버린다. “날이 밝았다, 드베르그여, 이제 해가 저택 안을 비추는구나.”
휜들라의 시
〈휜들라의 시〉에서 프레이야가 여자 요툰 휜들라에게 보호를 받고 싶으면 토르에게 제물을 바치라고 한다. 다만 토르는 거인족 여자는 별로 귀하게 살펴주지 않는다고 덧붙인다.

#### 신 에다
스노리 스투를루손은 《신 에다》 서장에서 토르를 트로이의 왕자이며 멤논 왕과 프리암의 딸 트로아나 사이에 태어났다고 에우헤메리즘적 서술을 하고 있다. 토르는 "트로르(Tror)"라고도 하며, 여자 예언자 시불라(시프와 동일시)와 결혼했다. 또한 토르는 트라키아의 추장 로리쿠스에게 길러졌고, 나중에 로리쿠스를 죽이고 트라키아의 왕을 칭하였다. 토르는 “황금보다 아름다운” 머리카락을 가지고 있으며 열 장의 곰 가죽을 들어올릴 정도로 힘이 셌다.
스노리에 따르면 "에시르(aesir)"는 "(소)아시아 사람"이라는 뜻이고, "아스가르드(Asgard)는 "아시안의 도시", 즉 트로이이다. 또 트로이는 "튀르크란드(Tyrkland―터키, 즉 소아시아)"라고도 하며, "아시이란드(Asialand)"는 스키티아로 토르는 스키티아 땅에 아스가르드라는 이름의 새 도시를 세웠다고 한다. 스노리는 오딘은 토르의 열두 세대 뒤의 먼 후손으로, 소아시아에서 독일, 덴마크, 스웨덴, 노르웨이를 거쳐 서쪽으로 갔다고 쓰고 있다.
《신 에다》에서 토르가 언급되는 부분은 〈서장〉, 〈길피의 속임수〉, 〈시어법〉, 〈운율 일람〉의 4개 부분이다. 즉 《신 에다》 전체에 모두 등장한다. 탕그리스니르와 탕그뇨스트 중 한 마리가 절름발이가 된 경위가 《고 에다》에서는 휘미르에게서 도망치다가 그렇게 되었다고 하지만, 《신 에다》에서는 샬피가 골수를 빨아먹어서 그렇다고 한다.

#### 헤임스크링글라 및 사가
역시 스노리가 13세기에 쓴 《헤임스크링글라》에서 토르 또는 토르의 우상이 언급되는 사가는 〈윙글링 일족의 사가〉, 〈선량왕 하콘 사가〉, 〈올라프 트뤼그바손의 사가〉, 〈올라프 성왕의 사가〉가 있다. 〈윙글링 일족의 사가〉 제5장에 보면 심하게 에우헤메리즘을 거친 노르드 신들이 나온다. 여기서 토르는 노르드 이교의 사제인 고디로서, 동쪽에서 온 강력한 마법사 추장 오딘이 그를 사제로 임명했다. 토르는 스루드방그라는 신화적 장소에 살았는데, 스루드방그는 오늘날의 스웨덴에 있다고 한다. 사가에는 수많은 인명들이 나오는데, 그 중 "토르"에서 파생된 이름들이 특히 많이 사용된다.

### 근대 민담
토르에 관한 이야기, 또는 토르 이야기의 전통에 영향을 받은 이야기는 근대 들어서도 스칸디나비아 지역에서 계속 구전되었다. 19세기에 야코프 그림은 게르만 언어에서 옛 신들의 이름 형태가 남아 있는 여러 표현들을 기록했다. 노르웨이에서는 번개를 "토르의 온기"라는 뜻의 "토르스바름(Thorsvarme)이라고 불렀다. 스웨덴에서는 번개를 "선한 노인[동료]이 전차를 달린다"는 뜻의 "고드구벤 아파르(godgubben åfar)"라고 했고, 천둥을 "토르의 우르릉"이라는 뜻의 "토르돈(tordön)이라고 했다. 그림은 당대의 스칸디나비아인들이 “더이상 그 신의 진짜 이름을 발음하거나 그의 신성을 찬미하기 원하지 않는다 [...]”고 덧붙였다.
토르의 이미지는 붉은 턱수염을 기른 존재로 기억되었고, 이는 덴마크어 압운의 "긴 턱수염 토르(Thor med sit lange skæg)"라던가 프리지아의 "붉은 머리 천둥이 그 꼴을 보기를!(diis ruadhiiret donner regiir!)"이라는 저주 표현에서 그 증거를 찾을 수 있다.
스칸디나비아 민담에서 트롤과 요툰은 번개를 무서워해서 도망가는데, 이는 트롤이나 요툰 같은 마물들과 싸우던 토르의 역할이 반영된 것으로 보인다. 또 근대 스칸디나비아에서 트롤과 거인을 더 이상 볼 수 없는 것은 “정확하고 효과적으로 내리친 번개” 덕분이라고 설명되었다.

## 유물

### 룬돌
“토르가 이 [룬/비석]을 찍으시길!”이라는 내용의 명문이 새겨진 룬돌이 네 점(또는 다섯 점) 있다. 세 개는 덴마크에서(DR 110, DR 209, DR 220), 나머지 하나는 스웨덴 베스테르예틀란드(Vg 150)에서 발견되었다. 그리고 스웨덴 쇠데르만란드에서 발견된 룬돌 한 점(Sö 140)이 가능성은 있지만 내용 해독에 이견들이 있다. 상술한 다섯 개의 룬돌 모두 토르의 망치 그림은 공통적으로 나타난다.
토르의 요르뭉간드 낚시를 묘사한 룬돌은 네 점 있으며, 각각 덴마크 티크의 회르둠 석, 스웨덴 알투나에 있는 알투나 룬돌, 스웨덴 예탈란드에서 발견된 아르드레 그림돌 제7번 돌, 그리고 잉글랜드 고스포스의 고스포스 십자가이다.

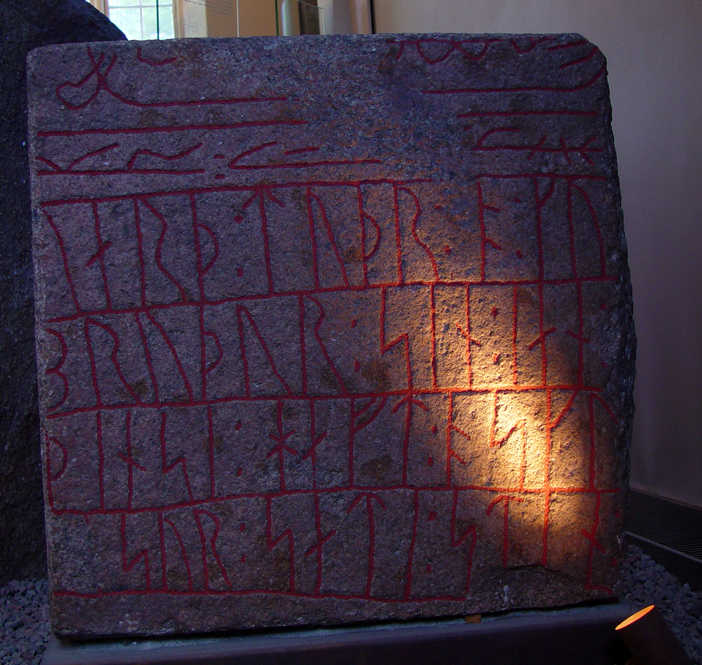
쇠네르 커크비 룬돌(DR 220). “토르가 이 룬을 찍으시길!”이라는 글이 새겨져 있다. 덴마크에서 발견.
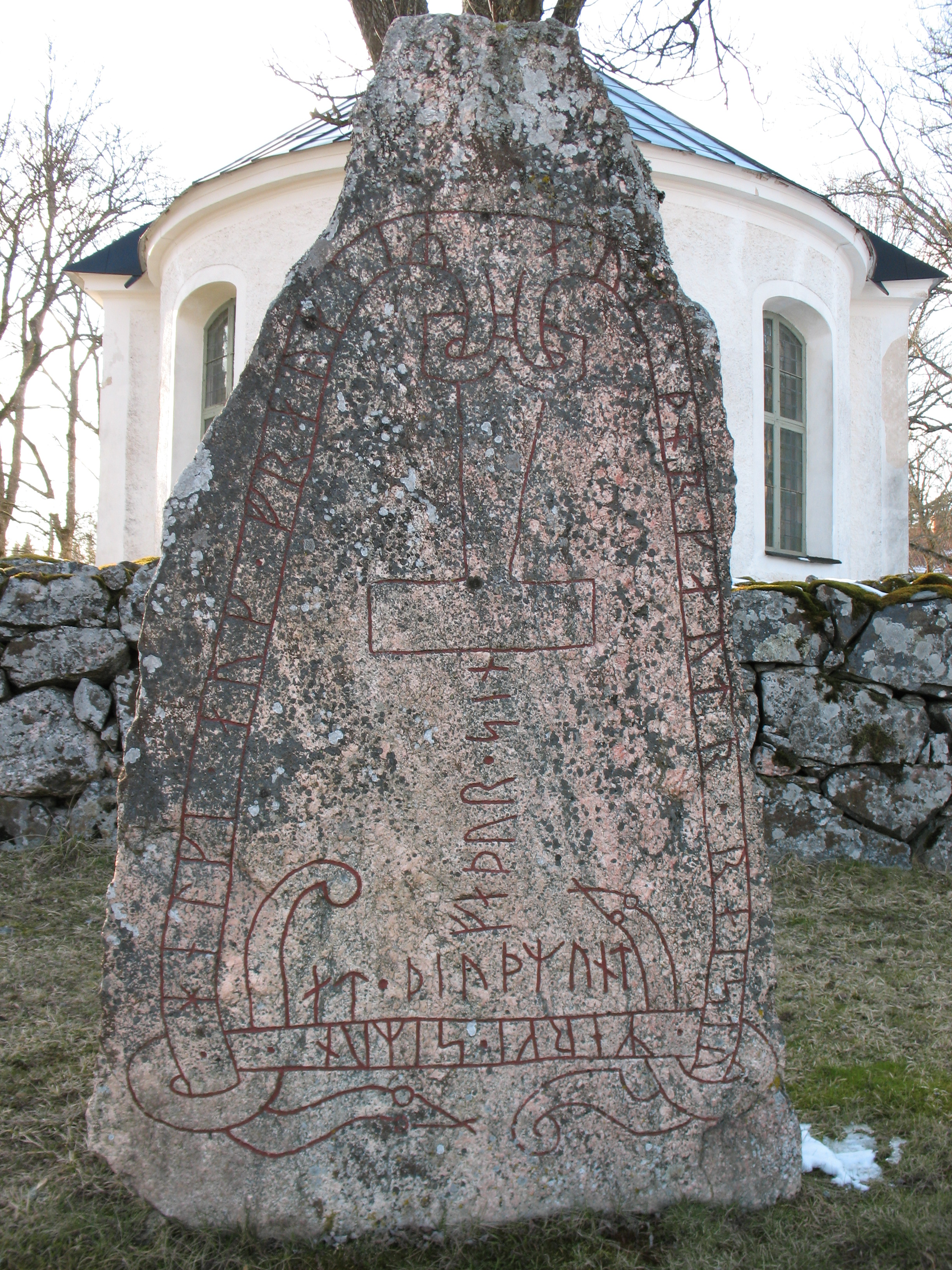
쇠데르만란드 룬돌. 토르의 망치가 그려져 있다. 스웨덴에서 발견.
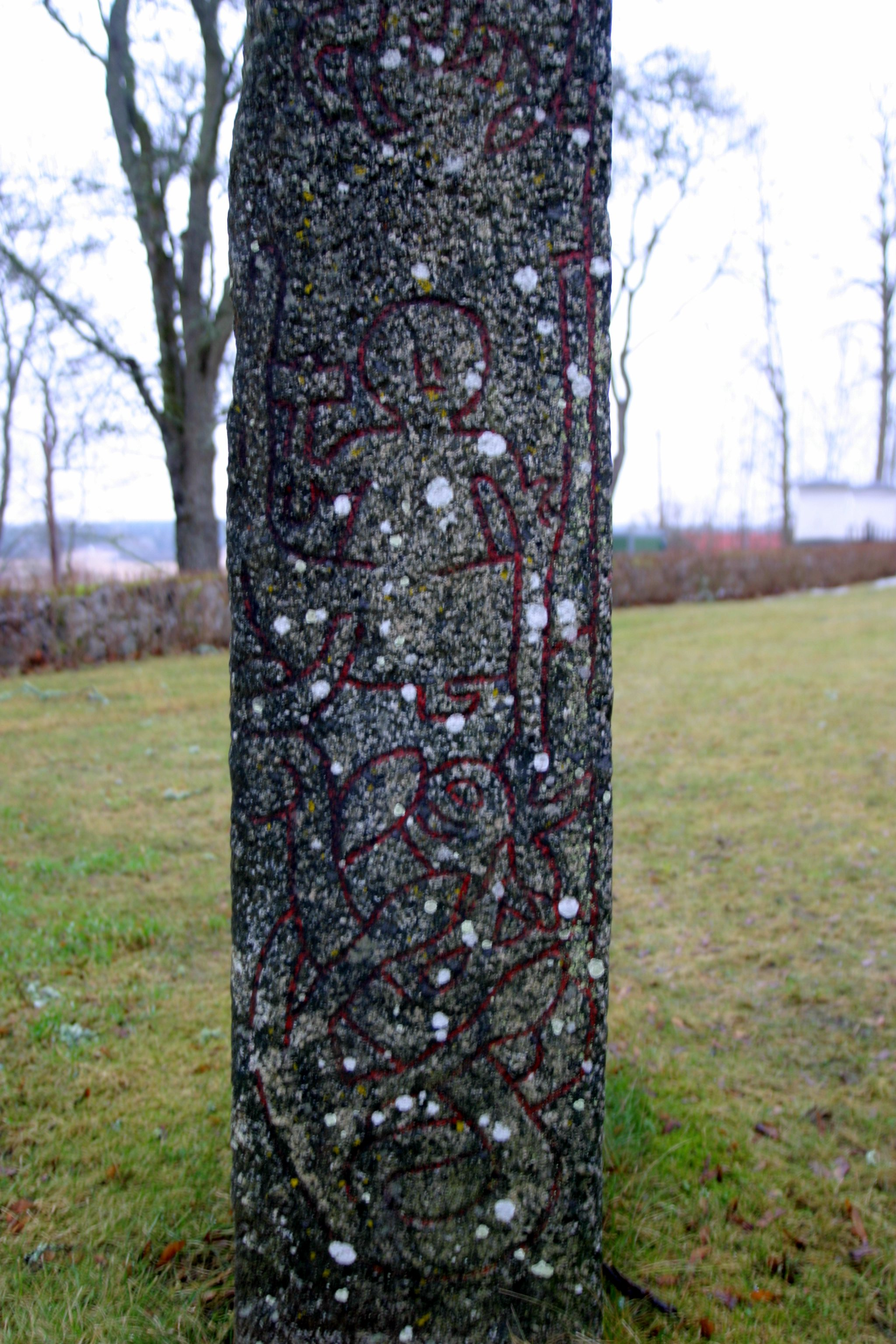
알투나 룬돌. 토르의 낚시 여행을 그린 네 개의 돌 중 하나.
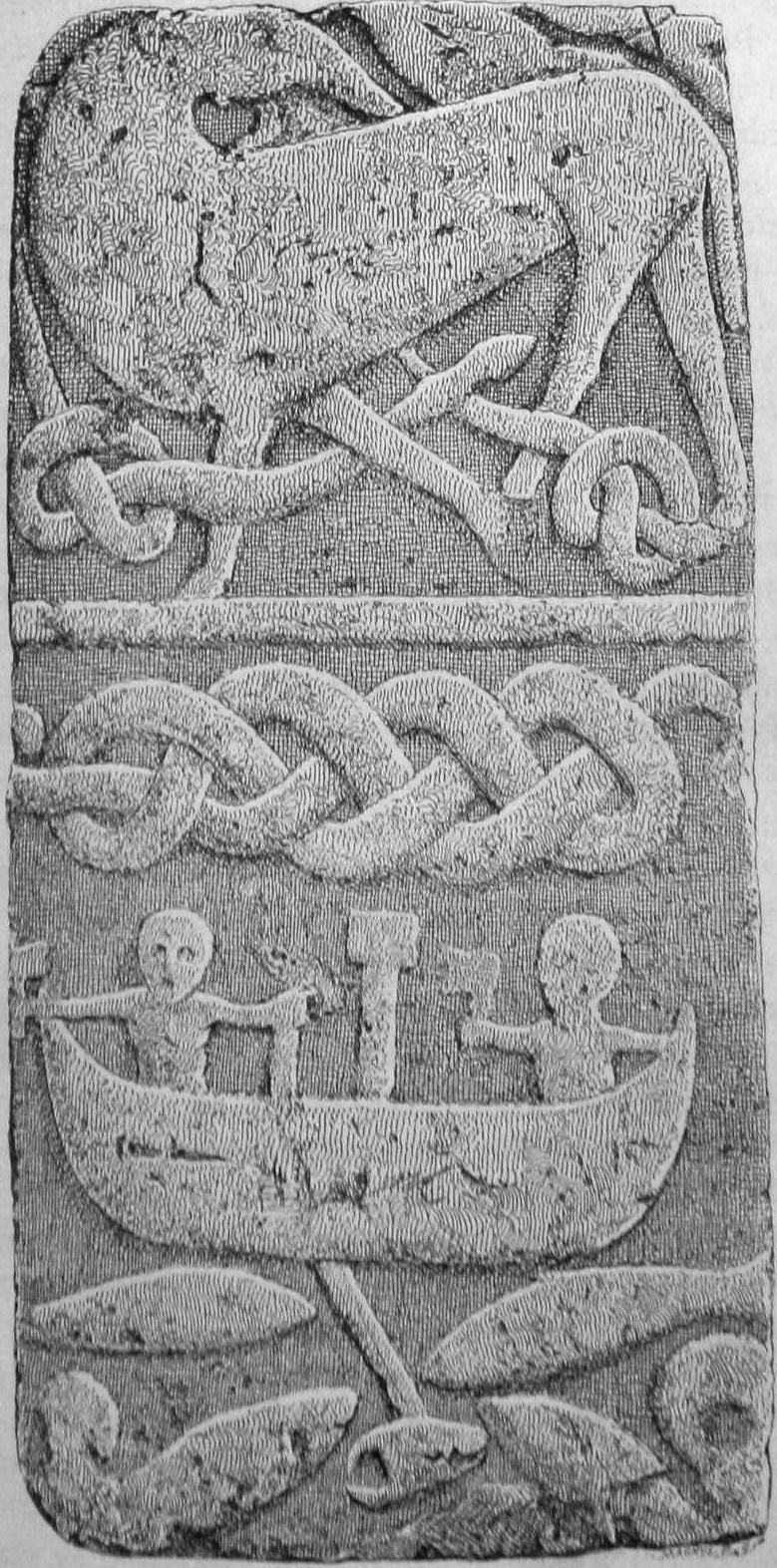
고스포스 십자가에서 토르의 낚시 여행 부분만 확대한 것.
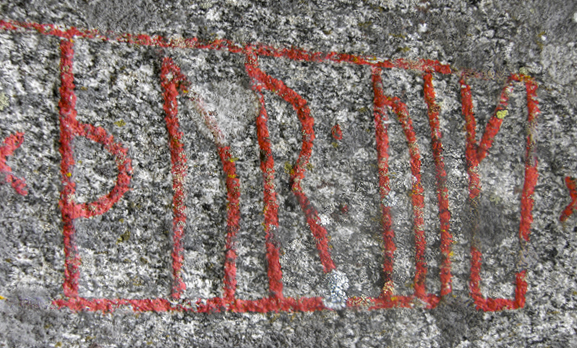
벨란다 룬돌의 × þur : uiki ×. 뜻은 “토르가 찍으시길”이다. 스웨덴에서 발견.

### 망치
아래 그림들과 같은 독특한 모양의 토르의 망치(노르드 문헌에서는 묠니르라고 하는) 펜던트는 스칸디나비아의 바이킹 시대 부덤들에서 숱하게 발굴되고 있다. 이 망치는 노르드 이교의 상징이었으며, 동시에 십자가를 내세우는 기독교에 대한 반대의 상징이기도 했다. 토르의 망치와 기독교의 십자가를 만드는 데 모두 사용된 거푸집이 발견되기도 하며, 최소한 한 개 이상의 망치와 십자가가 섞인 거푸집도 발견된 바 있다. 아이슬란드 아쿠레이리 근교에서 발견된 구리 합금 우상인 에위라를란드 동상은 11세기경의 물건인데, 망치를 잡은 채 자리에 앉은 토르를 묘사한 것으로 생각된다.

스웨덴 스카니아에서 발견된 은도금된 묠니르 그림.
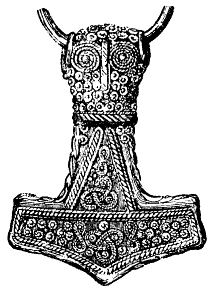
스웨덴 욀란드에서 발견된 4.6 cm 금도금 묠니르 펜던트 그림.
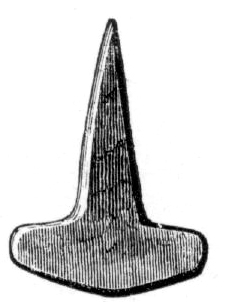
노르웨이 호르달란주 피트야르에서 발견된 은제 묠니르 그림.
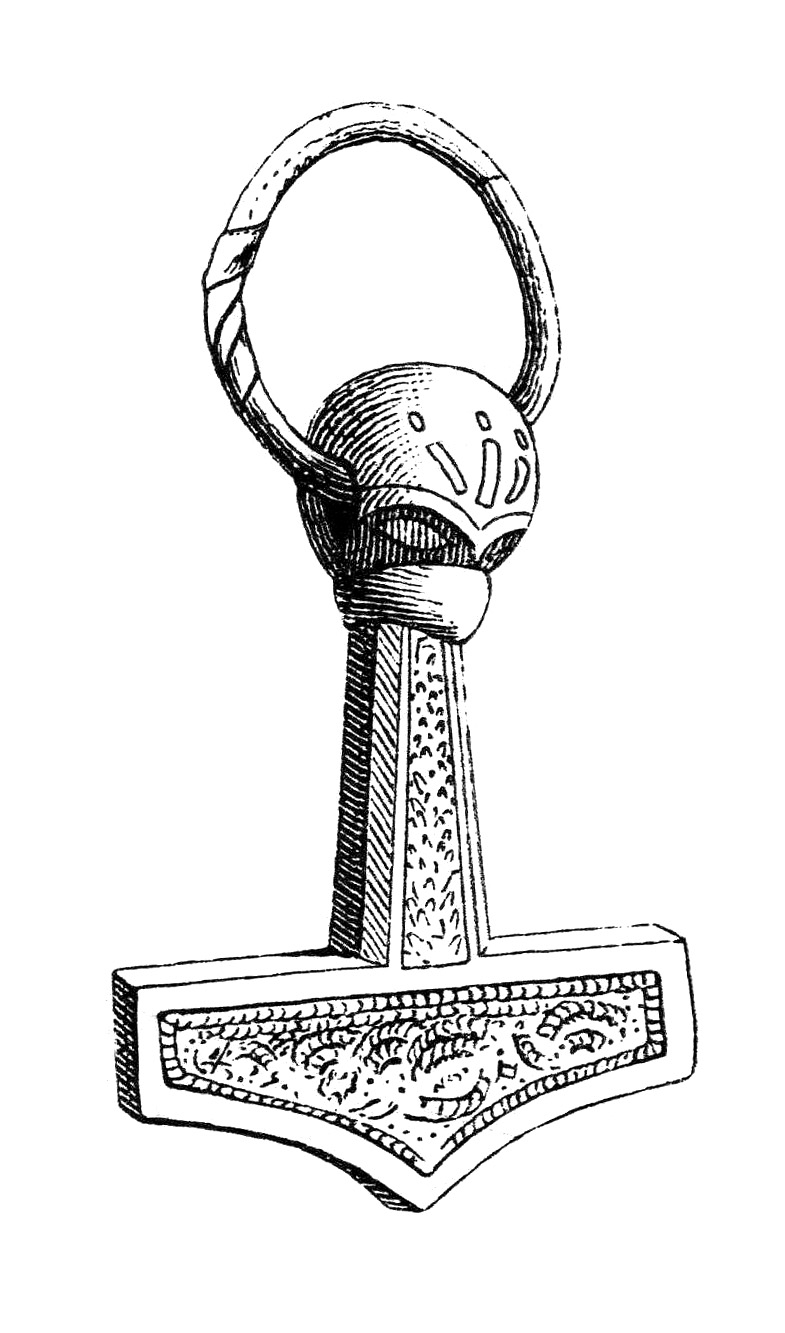
덴마크 묀에서 발견된 묠니르 부적 그림.

### 만자문

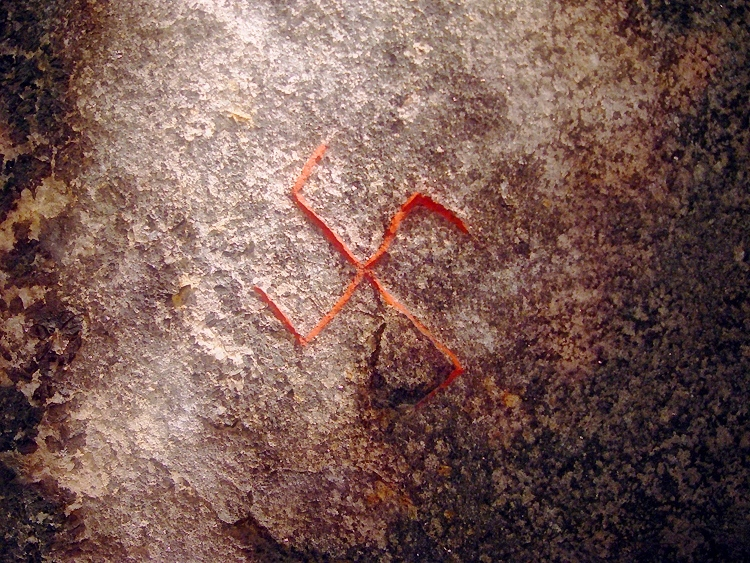
9세기 스놀델레브 석에 새겨진 만자문

만자문 역시 토르의 망치 또는 번개를 나타내는 상징으로 해석된다. 힐다 엘리스 데이비드슨은(1965) 만자문이 토르의 상징으로 사용된 것에 대해 다음과 같이 말했다.

망치 모양의 부적은 여성들의 무덤에서 발견되는 바, 여성들이 착용한 것임을 알 수 있다. 전사들 역시 부적을 착용한 것 같은데, 그 모양은 만자였다. [...] 이것은 주로 빛과 불 같은 개념과 관련지어지며, 또한 태양-바퀴와도 연관이 있다. 이 문양이 망치 대신 사용되기도 했음은 곧 토르와 번개를 연관짓는 것이며, 스칸디나비아의 비석들에서 토르 아래에 만자가 새겨진 것이 발견되기도 한다. 전사의 검파두식과 검대(劍帶)에서 발견되는 만자문은 전사가 천둥신의 가호를 받음을 나타내는 것이다.

민족대이동 시대에서 바이킹 시대에 이르기까지 다양한 게르만 유물에서 만자문들이 발견되고 있다. 그 예로는 덴마크 셸란섬의 베를뢰세 피불라(Værløse Fibula; DR EM85;123), 벨라루스 브레스트에서 발견된 고트족 창날, 셀 수 없이 많은 민족대이동 시기의 브락테아테, 앵글로색슨 시대 초기 잉글랜드의 유골함, 노르웨이 소근에서 발견된 8세기의 세뵈 검, 덴마크 람쇠에서 발견된 9세기의 스놀델레브 석(Snoldelev Stone; DR 248) 등이 있다.

## 지명 연구

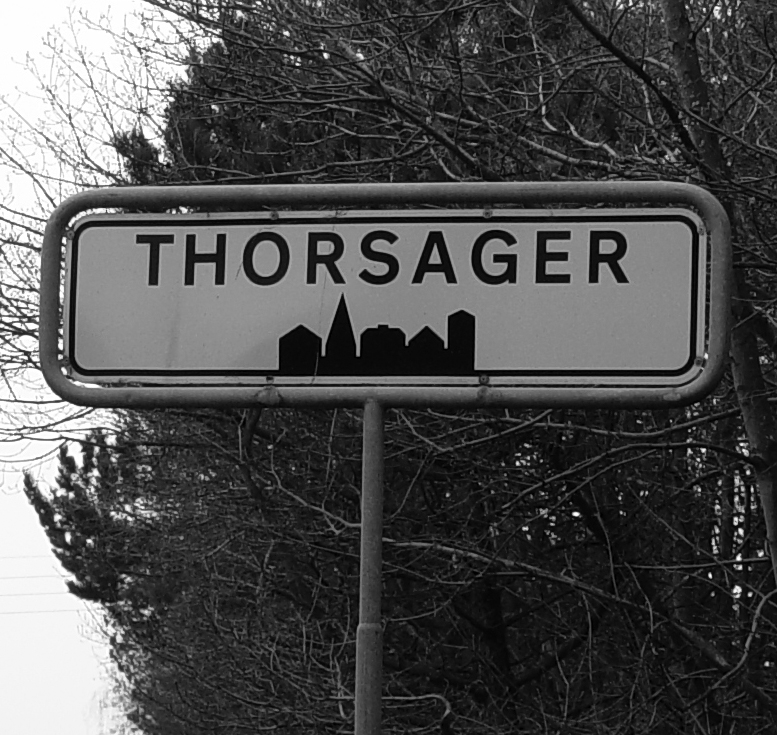
덴마크 토르사게르(Thorsager)의 시 경계 표지판. "토르사게르"란 "토르의 경작지"라는 뜻이다.

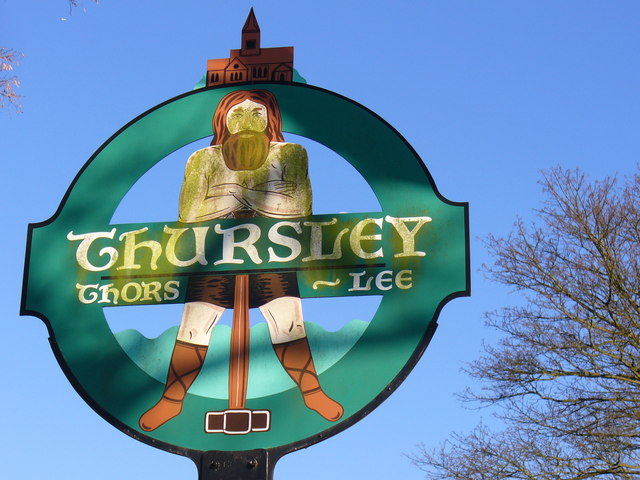
잉글랜드 서리 주 서슬레이(Thursley) 마을 표지판.

스칸디나비아의 숱한 지역들에 고대 노르드어 이름 "토르(Þórr)"가 남아있다. 그러나 전술한 인명 성분으로서의 "토르" 사용 유행 때문에 이런 지명을 가진 지역이라고 해서 게르만 이교의 종교적 중요성을 지닌 곳이었다고 단정하기는 힘들다.
종교적 중요성을 가진 지명에는 성분 "-베(-vé; 게르만 성소의 일종인 베)", "-호프(-hof; 종교적 목적으로 사용된 구조물, 신전)", "-룬드(-lundr; 신성한 숲, 성림)가 사용된다. 덴마크에는 "토르스룬드(Þórslundr)"라는 지명이 특히 많이 기록되어 있으며, 이는 아일랜드의 노르드인 정착지 사투리 "콜 토마르(Coill Tomir) 등과 대응한다. 한편 노르웨이 남부에서는 "토르쇼프(Þórshof)"가 특히 자주 나타난다. 스웨덴 서해안에는 "토르의 섬"이라는 뜻의 토르쇠(Torsö)가 있다. 우플란드에도 토르의 이름이 포함된 지명이 많이 있다.
영어의 경우, 앵글로색슨어 "투노르(Thunor)"는 노르드의 "토르"와 비교해서 매우 적은 흔적만을 남겼다. 사례로는 *Thunores hlæw에서 비롯된 선더슬레이(Thundersley), 앵글로색슨어로 "토르의 기둥"이라는 뜻의 "서스테이블(Thurstable)이 있다. F. M. 스텐턴은 이러한 지명들이 색슨과 주트족 정착지에서만 나타나고 앵글족 정착지에서는 나타나지 않는다는 점에 주의하였다.
오늘날의 독일 땅에서는 토르의 이름이 남은 지명은 매우 희박하게 기록되어 있다. 다만 "도나르의 산"이라는 뜻의 "돈너스베르크(Donnersberg)라는 지명은 매우 많이 남아 있으며, 이는 토르의 대륙 게르만 이름인 "도나르"에서 비롯된 것일 터이다.
아이슬란드에서는 늦어도 19세기까지 특정 품종의 여우를 "잡목림의 토르"라는 뜻의 "홀타토르(holtaþórr)라고 불렀는데, 이는 그 여우의 모피가 붉은 색인 데서 기인한 듯 하다. 19세기 스웨덴에서는 땅속에서 발견되는 부드러운 쐐기모양 돌을 "토르의 쐐기"라는 뜻으로 "토르위가르(Thorwiggar)라고 불렀다. 민간에서는 옛날 토르 신이 이 돌들을 트롤에게 던졌다고 한다. 유사하게 운석 역시 순전히 그 무게 때문에 토르와 관련있는 물건이라고 생각되었다.
스웨덴의 예탈란드 섬에서는 학명이 스카라바에우스 스테르코라리우스(scarabæus stercorarius)인 딱정벌레에게 토르의 이름을 따 "토르바게(Thorbagge)라고 부른다. 뒤집혀 있는 딱정벌레를 발견했는데 이 딱정벌레가 다시 똑바로 일어서는데 성공하면 토르의 행운을 얻을 수 있다고 한다. 스웨덴의 또 다른 지역에서는 기독교화를 거쳐 딱정벌레의 이름이 "토르-악마"라는 뜻의 "토르데뎨프불(Thordedjefvul)" 또는 "토르디프벨(Thordyfvel)"이라고 변형되기도 했다.

## 신화 해석
토르는 인도유럽어족의 다른 천둥신들과 매우 비슷하게 닮았다. 켈트의 타라니스, 발트의 페르쿠나스, 슬라브의 페룬, 그리고 특히 인도의 인드라와 많이 닮았다. 인드라는 붉은 머리카락에 벼락을 상징하는 무기인 금강저를 들고 있다는 점이 토르와 정확히 상응한다. 학자들은 인드라가 브리트라를 죽인 것과 토르가 요르뭉간드와 싸운 것을 비교하기도 한다. 과거에는 토르가 토착 천공신이거나 바이킹 시대에 스칸디나비아로 수입되었을 가능성도 제기되었지만, 이러한 인도유럽어족 유사성으로 인하여 현재는 대개 토르는 인도유럽어족 공통조상의 신에게서 파생된 존재로 여겨진다.
조르주 뒤메질의 인도유럽어족 종교 삼기능 가설에서는 토르가 제2작용 즉 힘의 작용을 상징한다. 뒤메질은 이동의 과정에서 인드라의 속성들 대부분, 예컨대 군대(에인헤랴르)를 끌고 다닌다거나 하는 점이 토르가 아닌 오딘에게 많이 흡수되었다고 한다. 많은 학자들은 토르를 생산성의 신으로 여기며, 특히 후기 민담에서 사미 샤머니즘의 호라갈레스(Horagalles; "좋은 사나이 토르")에 반영되어 나타난 토르는 그러한 성격이 더욱 강하다. 그러나 뒤메질이 보기에 풍요의 신이라는 속성은 토르가 농민들 사이에서 보존된 결과 발생한 부작용으로서, 토르의 천공에서 비라는 일부분만 읽은 것이다. 다른 학자들은 토르와 인류 사이의 깊은 연관성을 강조한다. 토르는 인간들을 신경쓰는 그들의 수호자이다. 힐다 엘리스 데이비드슨은 다음과 같이 요약한다.

토르 숭배는 인간의 거주 및 주거, 그리고 가족과 공동체의 복지와 관련되어 있다. 여기에는 밭의 비옥함도 포함된다. 그리고 토르는 신화에서 대부분 폭풍신으로 묘사되지만, 철마다 돌아오는 풍요와 수확의 신이기도 하다. 우리의 시대에는 먼 과거와 달리 돌도끼를 풍요의 상징으로 쓰는 일은 거의 없다. 그 역할은 밭에 구멍을 뚫어 봄철의 첫 발아를 기다리는 농부에게로 넘어갔다. 신화 속에서 관련된 이야기가 거의 없는 금발의 여신 시프와 토르의 결혼은 고대의 천공신과 대지모신 사이의 신성한 결혼의 상징의 흔적으로 볼 수 있다. 토르가 뇌우와 함께 지상에 강림하면 폭풍이 비를 내리고 비는 밭을 영근다. 토르는 이런 식으로 오딘과 함께 청동기 시대의 천공신으로서 계속 숭배받았다.

## 근현대의 토르

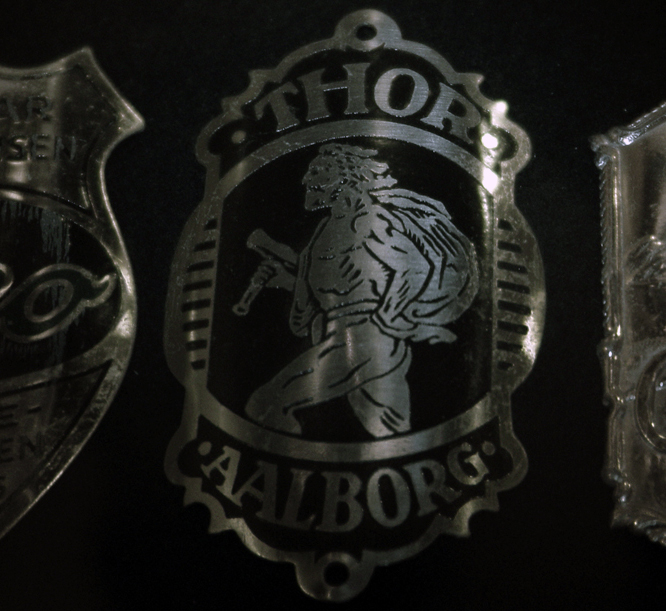
20세기 초 덴마크의 자전거 머리. 프뢸리히가 그린 강을 첨벙이며 건너는 토르의 주물이 붙어 있다.

근대 이후에도 토르는 대중문화를 통해 계속 얼굴을 내민다. 1776년 F. J. 클롭스토크의 〈우리와 너희〉(Wir und Sie)를 시작으로, 토르는 많은 시문학의 소재가 되었다. 대표적인 예로는 아담 고틀로프 욀렌슐레거의 1807년 서사시 〈토르의 요툰헤임 여행〉(Thors reise til Jotunheim) 및 같은 작가의 《북구의 신》(Nordens Guder)에 수록된 〈Hammeren hentes〉, 〈토르의 낚시〉(Thors fiskeri), 〈토르의 휘미르 방문〉(Thor besøger Hymir) 세 작품과, 벨흘름 헤르츠의 1859년 작품 〈토르의 음주〉(Thors Trunk), 1820년 J. M. 스티에른스톨페의 풍자시 Mythologierne eller Gudatvisten, 1832년 N. F. S. 그룬드트비그의 Nordens Mythologie eller Sinnbilled-Sprog, 토르 토릴드의 시 〈하르멘〉(Harmen), 1836년 루트비히 우흘란드의 〈토르 신화〉(Der Mythus von Thor), 1915년 W. 슐테 폰 브뤼흘의 〈토르의 망치〉(Der Hammer Thors), 한스 프리드리히 블룬크의 〈도나르 씨와 농부〉(Herr Dunnar und die Bauern; 1837년 《동화와 설화집》에 수록되어 출판), 1977년 H. C. 아르트만의 《망치 찾기》(Die Heimholung des Hammers) 등이 있다. 러디어드 키플링의 《여행편지: 1892년 ~ 1913년》(Letters of Travel: 1892-1913)과 〈차가운 무쇠〉("Cold Iron")에도 토르가 등장한다.
많은 예술가들이 토르의 그림과 조각을 만들었다. 그 예로는 하인리히 퓌슬리의 1780년 그림 〈히미르의 배에 타서 세계뱀과 싸우는 토르〉(Thor in Hymirs Boot bekämpft die Midgardschlange), 헤르만 에른스트 프로인트의 1821년 조각 〈토르〉(Thor), B. E. 포겔베르그의 1844년 대리석상 〈토르〉(Thor), 메르텐 에스킬 윙게의 1880년 목탄화 〈염소를 쌍두로 몰며 싸우는 토르〉(Thors Kampf mit den Riesen), K. 에흐렌베르크의 1888년 소묘 〈오딘, 토르 그리고 마그니〉(Odin, Thor und Magni), 에밀 되플러가 빌헬름 라니슈의 1901년 책 《발할》(Walhall)의 삽화로 그린 수많은 그림들(Thor; Thor und die Midgardschlange; Thor den Hrungnir bekämpfend; Thor bei dem Riesen Þrym als Braut verkleidet; Thor bei Hymir; Thor bei Skrymir; Thor den Fluß Wimur durchwatend), J. C. 돌먼의 1909년 그림 〈토르와 산〉(Thor and the Mountain) 및 〈시프와 토르〉(Sif and Thor), G. 포페의 그림 〈토르〉(Thor), E. 포트너의 1914년 소묘 〈토르의 그림자〉(Thors Schatten), H. 내터의 대리석상 〈토르〉(Thor), U. 브렘버가 그린 1977년 H. C. 아르트만의 《망치 찾기》 삽화들이 있다.
스웨덴의 화학자 옌스 야코브 베르셀리우스는 새로운 원소를 발견하여 토르의 이름을 붙였는데, 그게 바로 토륨이다.
1962년 미국의 만화 스토리 작가 스탠 리와 그 형제 래리 리버는 잭 커비와 함께 마블 코믹스의 슈퍼히어로 토르를 만들었다. 그 만화를 영화화한 마블 시네마틱 유니버스에서는 오스트레일리아의 배우 크리스 헴스워스가 토르의 역을 맡아 《토르》(Thor; 2011년), 《어벤져스》(The Avengers; 2012년), 《토르: 다크 월드》(Thor: The Dark World; 2013년), 《어벤져스: 에이지 오브 울트론》(Avengers: Age of Ultron; 2015년)에 출연했다.
2013년에는 민주콩고에서 갑옷땃쥐(Scutisorex somereni)의 자매종인 토르갑옷땃쥐(Scutisorex thori)가 발견되었다. 이 종은 척추 교합을 가지고 있는 현재까지 유일한 포유류이다. 연구진은 토르의 힘에 착안하여 땃쥐의 이름에 토르를 넣었다고 한다.

## 같이 보기
- 게르만 신화의 신 목록
- 제우스
- 인드라
- 페룬
- 몰니야

## 참고 자료
- Bellows, Henry Adams (1923). The Poetic Edda. American Scandinavian Foundation.
- Birley, Anthony R. (Trans.) (1999). Agricola and Germany. Oxford World's Classics. ISBN 978-0-19-283300-6.
- Chrisholm, Hugh (Editor) (1910) Encyclopædia Britannica, vol. 9. The Encyclopædia Britannica Co.
- Ellis Davidson, H. R. (1965). “Thor's Hammer”. Folklore (Taylor & Francis) 76 (1): 1–15. JSTOR 1258087.
- Ellis Davidson, H. R. (1975). Scandinavian Mythology. Paul Hamlyn. ISBN 0-600-03637-5.
- Dumézil, Georges (1973). Gods of the Ancient Northmen. University of California Press. ISBN 0-520-02044-8.
- Greg, Robert Philips (1884). On the Meaning and Origin of the Fylfot and Swastika. Westminster: Nichols and Sons.
- Hollander, Lee Milton (Trans.) (2007). Heimskringla: History of the Kings of Norway. University of Texas Press. ISBN 978-0-292-73061-8.
- Grimm, Jacob (1882). Teutonic Mythology: Translated from the Fourth Edition with Notes and Appendix by James Stallybrass, volume I. Translated by James Steven Stallybrass. London: George Bell and Sons.
- Lindow, John (1978). Swedish Folktales and Legends. University of California Press. ISBN 0-520-03520-8.
- Johnston, Richard (2013년 7월 24일). “Shrew has a spine of godly strength”. Nature. doi:10.1038/nature.2013.13440.
- Larrington, Carolyne (trans.) (1999) [1996]. The Poetic Edda. Oxford: Oxford University Press. ISBN 0-19-283946-2.
- MacLeod, Mindy; Mees, Bernard (2006). Runic Amulets and Magic Objects. Boydell Press. ISBN 1-84383-205-4.
- Morris, Christopher G. (1992). Academic Dictionary of Science and Technology. Gulf Professional Publishing. ISBN 978-0-12-200400-1.
- North, Richard (1998). Heathen Gods in Old English Literature. Cambridge University Press. ISBN 0-521-55183-8.
- Orchard, Andy (1997). Dictionary of Norse Myth and Legend. Cassell. ISBN 0-304-34520-2.
- Orel, Vladimir (2003). A Handbook of Germanic Etymology. Brill. ISBN 9004128751.
- Reynolds, Richard (1994). Super Heroes: A Modern Mythology. University Press of Mississippi. ISBN 0-87805-694-7.
- Robinson, George W. (Trans.) (1916). The Life of Saint Boniface by Willibald. Harvard University Press.
- Sawyer, Birgit (2003). The Viking-Age Rune-Stones: Custom and Commemoration in Early Medieval Scandinavia. Oxford University Press. ISBN 0-19-820643-7.
- Simek, Rudolf (2007). Dictionary of Northern Mythology. Translated by Angela Hall. D.S. Brewer. ISBN 0-85991-513-1.
- Thorpe, Benjamin (1851). Northern Mythology, Compromising the Principal Traditions and Superstitions of Scandinavia, North Germany, and the Netherlands: Compiled from Original and Other Sources: Volume II: Scandinavian Popular Traditions and Superstitions. Lumley.
- Thorpe, Benjamin (Trans.) (1907). The Elder Edda of Saemund Sigfusson. Norrœna Society.
- Turville-Petre, E. O. G. (1964). Myth and Religion of the North: The Religion of Ancient Scandinavia. London: Weidenfeld and Nicolson. OCLC 460550410.
- De Vries, Jan (1957) [repr. 1970]. Altgermanische Religionsgeschichte. Grundriß der germanischen Philologie, (독일어) 2 2판. OCLC 715891742.
- Worsaae, J. J. A. (1882). The Industrial Arts of Denmark. Chapman and Hall.